# Boletales
 (mai 2013).
Si vous disposez d'ouvrages ou d'articles de référence ou si vous connaissez des sites web de qualité traitant du thème abordé ici, merci de compléter l'article en donnant les références utiles à sa vérifiabilité et en les liant à la section « Notes et références ».
 (juillet 2013).
Ordre
Les Boletales sont un ordre de champignons (Fungi) basidiomycètes de la classe des Agaricomycetes, qui comprenait essentiellement les familles de champignons à hyménophores tubuleux, notamment les Boletaceae, famille du cèpe de Bordeaux, soit au sens classique des champignons à pied charnu avec des tubes sous leur chapeau présentant une silhouette boletoïde. Depuis 2006, les études phylogénétiques ont inclus dans les Boletales des familles de champignons à lames telles que les Paxillaceae ou les Gomphidiaceae et définissant une division plus précise en cinq sous-ordres : Coniophorineae et Paxillineae (lamellés, et un alignement de trois autres sous-ordres : les Boletineae et les Suillineae (boletoïdes) avec les Sclerodermatineae (gasteroïdes). Leur répartition est universelle. Les Bolétales comestibles ont de nombreuses propriétés : si les glucides constituent la majeure partie de la chair des Boletales, elle contient aussi de nombreux autres éléments comme des lipides, une vingtaine d'acides aminés, des métaux et minéraux selon le substrat où ils poussent, des vitamines D2 intéressantes pour les végétariens et de l'ergostérol et du peroxyde d'ergostérol aux activités antimicrobiennes, antivirales et anti-inflammatoires. La reconstruction de l'état ancestral des Boletales suggère que l'ancêtre des Boletales était un champignon saprotrophe, resupiné ou de forme polyporoïde et produisant de la pourriture brune.

## Description
L'ordre des Boletales contient plus d'un millier, d'espèces de la classe des Agaricomycetes. Leurs sporophores présentent une grande diversité de formes. Classiquement cet ordre ne comprenait que des bolets, c'est-à-dire des champignons à tubes mais on y adjoint également maintenant des champignon à lamelles et à glèbes. Ainsi le genre Paxillus ayant des lamelles est désormais rattaché aux boletales.  Les familles Gomphidiaceae, Serpulaceae, Tapinellaceae, Hygrophoropsidaceae et Paxillaceae qui ont souvent la même texture de chair que les bolets et des caractéristiques microscopiques similaires de spores et de cystides intègrent l'ordre de même que d'autres groupes physiquement dissemblables  y compris les Sclerodermataceae (sclérodermes) et le Rhizopogonaceae (fausses truffes).

Caractéristiques des Boletales
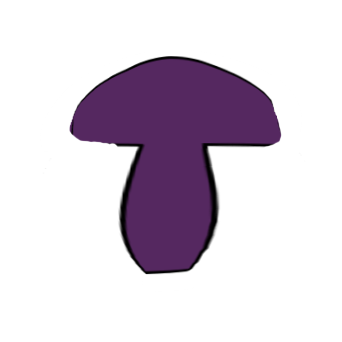
Boletoïde.
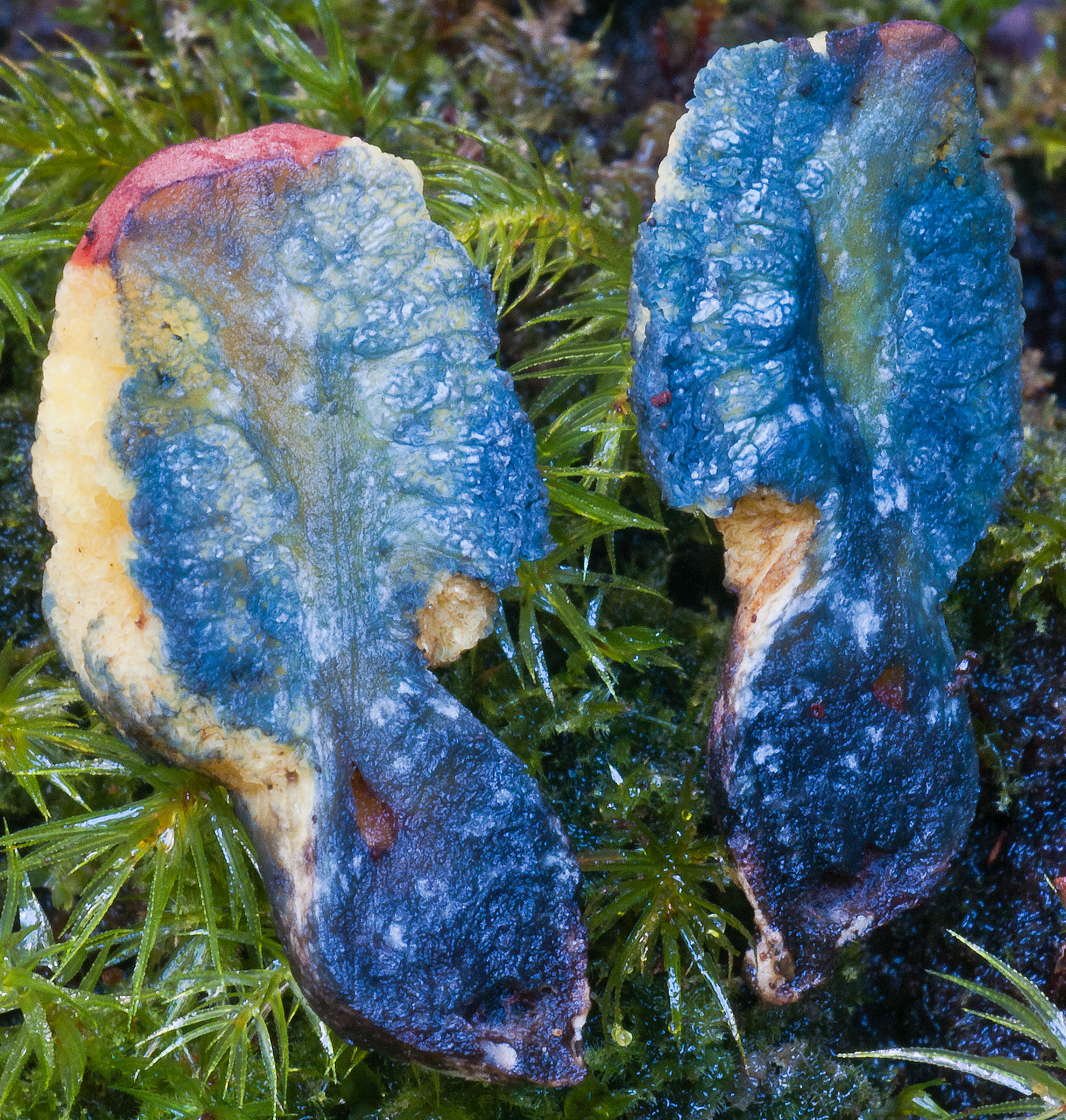
La cyanescence.
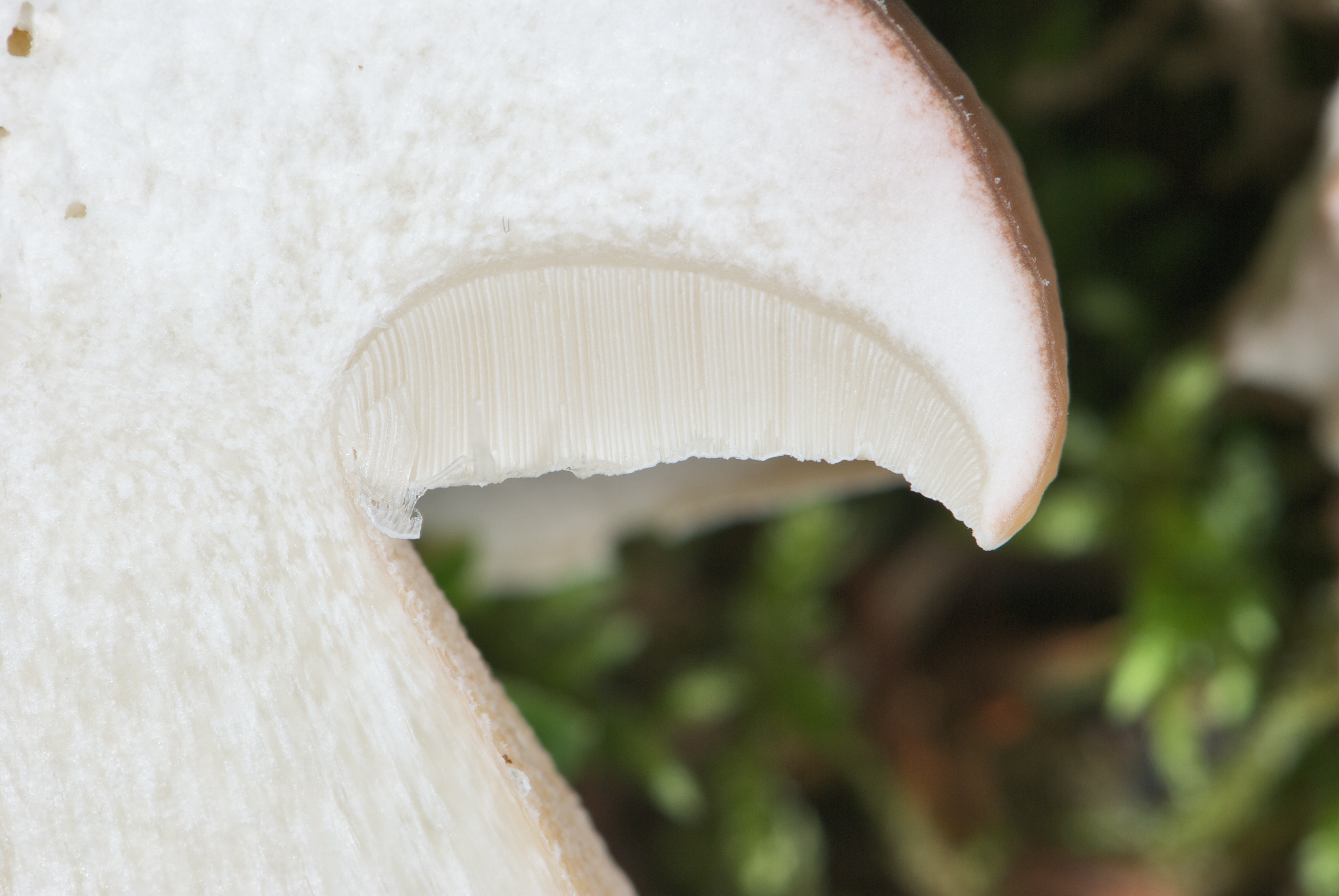
Chair ferme, tubes marge enroulée.
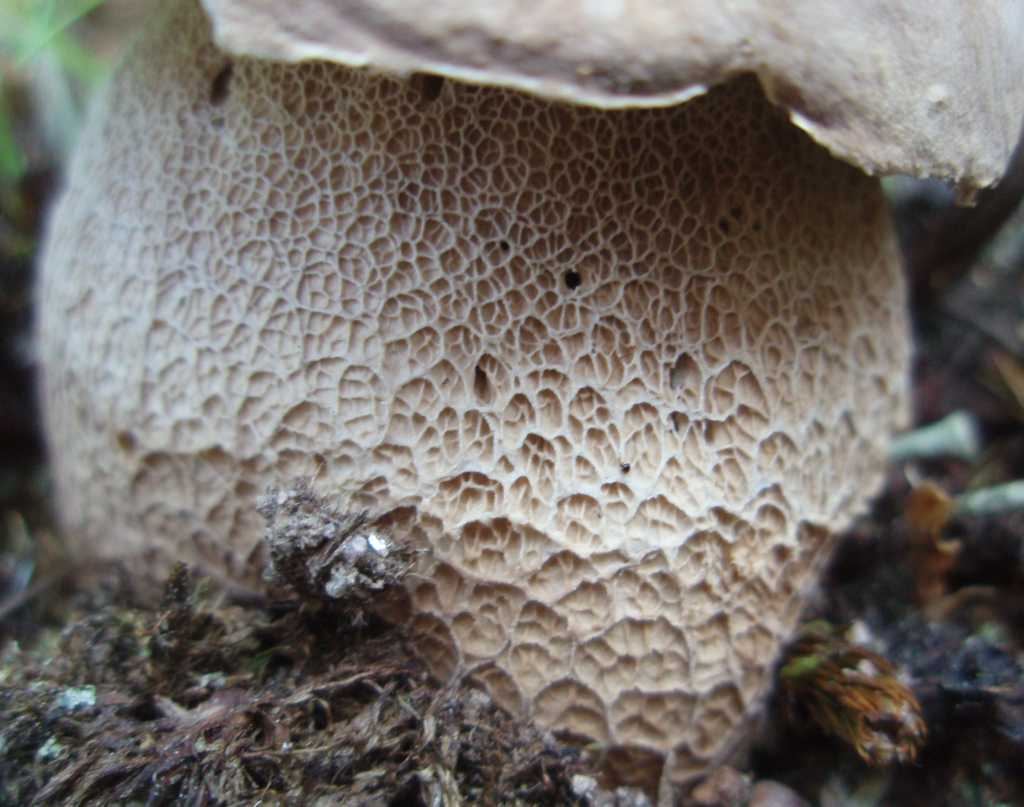
Pied ventru réticulé.

## Habitat et écologie
Les Boletales sont largement des champignons ectomycorhiziens, et donc se trouvent principalement dans ou près des bois. Certaines espèces sont parasites plutôt qu'ectomycorhiziens. Les membres de la famille des Gomphidiaceae sont tenus pour être parasites des membres de la famille Suillaceae ; ces relations sont souvent hautement spécifiques d'une espèce. D'autres bolets sont parasites, comme le bolet parasite qui pousse sur la sclérodermie du citron.
Ils poussent généralement sur sols acides, dans les endroits dégagés ou aérés, les clairières, les talus bordés d'arbres et les bords des chemins de ces forêts d'arbustes hôtes. Certaines espèces se développent également dans les sous-bois denses et peu exposés à la lumière, comme les sous-bois formés par de jeunes plantations d'épicéas. Si l'on admet l'hypothèse d'une origine tropicale des Boletales, on peut également conclure que certaines espèces, jadis associées aux quercus et aux pinus, se sont adaptées et modifiées des deux côtés des Alpes ou des Montagnes Rocheuses ou encore de l'Himalaya, mycorhizant avec différents genres de Pinus, tandis que d'autres se sont acclimatées ou ont modifié leur mycorhize avec d'autres espèces d'arbres vers le nord avec les Betulaceae ou encore antérieurement vers le sud, comme les espèces Boletus aereus et précédemment Boletus mamorensis en Europe qui se sont associées avec une espèce de chêne méditerranéen.[réf. nécessaire]
D'autres espèces comme la Mérule pleureuse sont saprotrophes. L'histoire évolutive de ces champignons montre qu'ils sont des agents de pourriture brune du bois : plusieurs Boletales ont développé avec les Polyporales et les Gloeophyllales, un mécanisme de dépolymérisation de la cellulose, via la réaction de Fenton, en produisant des radicaux libres hydroxyles qui peuvent extraire les atomes d'hydrogène appartenant aux liaisons osidiques de la cellulose,.

## Propriétés

### Boletales comestibles
Les Boletales ont de nombreux représentants dans la catégorie des excellents comestibles, comme le Boletus edulis et toutes les espèces proches qui peuvent même se manger crues, gardant ainsi toutes leurs propriétés nutritives. Par contre, il est maintenant recommandé de ne plus récolter les Paxilles, encore vendus en Italie. Quant aux sclérodermes, lorsqu'ils sont jeunes, la ressemblance de leur chair découpée avec celle de la vraie truffe, trempée dans son jus, en fait un substitut malhonnête à celle-ci, souvent utilisé[réf. nécessaire] en cuisine pour parfumer le foie gras.

### Source nutritionnelle
Plusieurs espèces de Boletales, particulièrement issues de la famille principale des Boletaceae constituent, lorsqu'ils sont comestibles, une source nutritionnelle qui, bien que n'étant pas riche en glucides ou en lipides facilement absorbables, contient des vitamines, des minéraux et des fibres alimentaires. Plus précisément, si la plupart des Boletales comestibles frais contiennent plus de 80 % d'eau, et que les glucides constituent la majeure partie de leur chair, elles contiennent aussi de nombreux autres éléments comme des lipides, une vingtaine d'acides aminés, des métaux et minéraux selon le substrat où ils poussent, des vitamines D2 intéressantes pour les végétariens, de l'ergostérol et du peroxyde d'ergostérol aux activités antimicrobiennes et anti-inflammatoires connues,. La quantité de lipides estimée dans les Boletales comestibles est de 3,3 % de matière sèche,. Les acides gras représentent 2,6 % des matières sèches du champignon. Une étude comparative de la composition des acides aminés de plusieurs espèces de Boletales montre que Boletus edulis possède la plus haute teneur totale en acides aminés d'environ 2,3 g par 100 g de champignons séchés. Ce total comprend un échantillonnage complet d'une vingtaine d'acides aminés essentiels et non essentiels. L'analyse de ces acides aminés libres a révélé que la glutamine et l'alanine en sont les principaux constituants. Une autre analyse signale que la lysine est un autre composé prédominant.
La concentration de métaux et de minéraux dans les Boletales dépend souvent de la concentration des éléments dans les sols où ils ont été récoltés. En général, les bolets contiennent des quantités appréciables de sélénium, un oligo-élément essentiel pour une bonne santé.  Les spécimens de Boletales frais contiennent également environ 200 mg de vitamine D2 pour 100 g de poids sec, alors que cette vitamine est presque totalement absente dans les Agaricales cultivées. Enfin, les Boletales étudiées contiennent 500 mg d'ergostérol par 100 g de champignons séchés mais en proportion moindre que chez les Agaricales cultivées. L'ergostérol est un stérol composé commun dans les Boletales comestibles.
La teneur relativement élevée en vitamine D2 et en ergostérol contenu dans ces Boletales peut en faire un aliment nutritionnellement intéressant pour les végétariens et les végétaliens, qui ne pourraient autrement recevoir un apport de vitamine D2, généralement apportée par la viande.

### Activités antimicrobiennes et anti-inflammatoires
Les Boletales comestibles renferment environ 30 mg de peroxyde d'ergostérol par 100 g de champignons séchés. Le peroxyde d'ergostérol est un stéroïde dérivé avec un large spectre d'activité biologique, y compris d'activités antimicrobiennes et anti-inflammatoires et une cytotoxicité de lignées de cellules de diverses tumeurs cultivées en culture en laboratoire.

### Résistance aux métaux lourds
La phytochélatine confère au Boletus une résistance aux métaux lourds toxiques comme le cadmium.

### Activité antivirale de la lectine
Certaines Boletales comestibles contiennent également un sucre à protéines contraignantes, appelé lectine, qui a une affinité pour les sucres xylose et mélibiose. La lectine est mitogène - c'est-à-dire qu'elle peut stimuler les cellules pour démarrer un processus de division cellulaire, d'où résultera la mitose. La lectine a également des propriétés antivirales. Elle inhibe l'immunodéficience humaine du virus enzyme transcriptase inverse.

### Autre activité antivirale
D'autres études suggèrent que les Boletales comestibles ont également une activité antivirale notamment contre le virus de la mosaïque du tabac cultivé dans la culture. Ces composés antiviraux de champignons sont un sujet d'intérêt de la recherche biomédicale pour leur potentiel à faire progresser la connaissance de la réplication virale, et pour la mise au point de nouveaux médicaments dans le traitement de maladies virales.

### Capacités antioxydantes
Les Boletales comestibles ont une haute capacité antioxydante, probablement grâce à la combinaison de différents acides organiques. L'activité antioxydante la plus élevée se trouve dans la chair des champignons. Par ailleurs, les Boletales comestibles contiennent 528 mg d'ergothionéine par kilogramme de champignons frais de ce composé antioxydant. Cette valeur est la plus élevée parmi les nombreux produits alimentaires testés dans une étude.

### Propriétés anticancéreuses
On croyait avoir décelé des propriétés anticancéreuses chez certaines Boletales en fonction des résultats de recherches menées dans les années 1950, mais d'autres études n'ont malheureusement pas confirmé ces résultats.

### Toxicité
Quelques boletales sont également toxiques, quoique rarement mortelles. C'est le cas notamment de Boletus satanas et de ses variétés, caractérisées par un chapeau blanc et un pied rougeâtre. Une glycoprotéine, la bolesatine a été isolée. Administrée à la souris, elle provoque des problèmes hépatiques graves et des thromboses.

### Toxicologie génétique
En 1990, on découvrait que Paxillus involutus contient manifestement des composés mutagènes, dont certaines substances thermostables : administrés à la souris, des extraits provoquent des lésions chromosomiques chez la Nigelle de Damas, Nigella Damascena.

## Systématique

### Historique
L'ordre des Boletales avait été initialement érigé en 1931 pour inclure les champignons bolétoïdes, c'est-à-dire portant des tubes et présentant un pied ventru ou en forme de massue. Cependant, en se fondant sur les caractéristiques micromorphologiques et les nouvelles recherches de phylogénétique moléculaire, il a été établi depuis 2006 qu'un grand nombre d'espèces non-bolet devaient appartenir à ce groupe. L'ordre comprend également quelques champignons à lames, des familles des Gomphidiaceae et des Paxillaceae, qui ont souvent la texture et la même chair que les bolets, un tissu sporifère qui est également facilement séparable du chapeau, et des caractéristiques similaires des spores et cystides visibles au microscope. Les précisions apportées par les études de phylogénie moléculaire ont entraîné la différenciation de plusieurs autres groupes dissemblables dans les Boletales, y compris les Sclerodermataceae (les sclérodermes) et les Rhizopogonaceae (les fausses truffes).
Une étude démontre la relation étroite des Geastrales, Gauteriales et Phallales et la dérivation présumée des Nidulariales et des Tulostomatales au sein du clade euagarics, Ces analyses phylogénétiques montrent aussi que les Sclerodermataceae, détaillés depuis 2012, Boletinellaceae et Gyroporaceae semblent former un groupe distinct au sein des Boletales, et ensemble avec les Pisolithaceae, les Astraceae et les Calostomaceae, regroupés dans le sous-ordre des Sclerodermatineae. Ainsi, les genres Gyrodon et Phlebopus sont plus étroitement liés aux sclérodermes que le genre Boletus.
De même, il est maintenant prouvé que les bolets du genre Suillus sont plus étroitement liés aux agarics et aux fausses truffes des genres Chroogomphus, Gomphidius et Rhizopogon que des Boletus
Dans certains systèmes de classification, une partie de la famille des Boletaceae est séparée pour former la famille des Strobilomycetaceae,.
Depuis 2008, les Boletales représentent 17 familles, 96 genres, et 1316 espèces.

### Phylogénie
Une analyse moléculaire montre que les bolets dérivent tous d'un ancêtre commun et que les Boletales sont un clade distinct des Agaricales.
Les Boletales sont donc des champignons récents
(en) BTM Dentinger et al., « Molecular phylogenetics of porcini mushrooms (Boletus section Boletus) », Molecular Phylogenetics and Evolution, vol. 57, no 3,‎ 2010, p. 1276–1292 (lire en ligne). Si la diversification des Boletus edulis est située entre 34 Mo d'années et 44 Mo d'années pendant la période géologique de l'Éocène, la différenciation entre Agaricales et Boletales est datée entre 139 Mo et 178 Mo d'années.
Les modèles historiques de l'évolution morphologique et de l'écologie des Boletales, qui sont loin d'être connus dans leur totalité, semblent impliquer une vaste convergence. Les relations phylogénétiques étudiées chez les Boletales sont fondées sur deux ensembles de données. L'ensemble de données largement échantillonné comprend environ 30 % des espèces décrites de Boletales et 51 taxons des Hyménomycètes. L'ensemble de données multigéniques échantillonnées a été étudié sur 42 espèces clés de Boletales de 14 Hyménomycètes représentatifs. Les Boletales sont fortement représentés comme monophylétiques dans les analyses sur les deux ensembles de données. 
La plupart des pourritures brunes qui produisent des formes de champignons ont été placées dans une classe paraphylétique à la base des Boletales. Les analyses sur l'ensemble des données multigéniques confirment les relations de groupes sœurs parmi les Boletales, les Agaricales et Atheliales. Les Boletineae et Suillineae montrent les coefficients les plus élevés; les Paxillineae et les Sclerodermatineae ne sont pas toujours organisées comme des groupes monophylétiques. Les Coniophorineae ne sont pas monophylétiques dans toutes les analyses. Les Tapinellineae composées morphologiquement de différents champignons brun-pourri forment le groupe basal dans les Boletales. La reconstruction de l'état ancestral suggère donc que l'ancêtre des Boletales était un champignon saprotrophe resupiné ou polyporoïde et produisant de la pourriture brune.  Les résultats de l'étude de 2012 décrivent les Sclerodermatineae en provenance de la fin du Crétacé, avec une distribution d'espèces ancestrales en Amérique du Nord, en Asie et en Asie du Sud-Est, mais la plupart des lignées existantes n'ont pas pu se diversifier jusqu'au milieu du Cénozoïque. Pendant ce temps, le Sclerodermatineae étaient ectomycorhiziens avec pas moins de quatre familles d'accueil (c. Pinaceae, Betulaceae, Fagaceae, et salicacées) qui ont été associées aux forêts mésophiles de l'hémisphère Nord du début du Cénozoïque.
En 2006, l'emplacement des six sous-ordres des Tapellinae, Coniophorineae, Paxillineae, Suillineae, Sclerodermatineae et des Boletineae est précisé, et depuis complété pour les Sclerodermatineae en 2012, en y plaçant les genres Calostoma, Phlebopus, Boletinellus, Gyroporus, Scleroderma, Astraeus et Pisolithus représentés dans le phylogramme de l'ordre des Boletales comme suit : 
- - Boletales
    - Clade des Tapellinae
      - Clade des Coniophorineae
        - Clade des Paxillineae
          - Clade des Suillineae
          - Clade des Sclerodermatineae
            - Phlebopus
            - Boletinellus
              - Calostoma
              - Gyroporus
              - Scleroderma
                - Astraeus
                - Pisolithus

          - Clade des Boletineae
            - Boletus
              - Leccinum

  - Agaricales

Les genres détaillés énumérés ici sont conçus dans un sens large et classique soit une morphologie des sporophores charnus avec des pores. Depuis 2011, les inférences phylogénétiques à partir de séquences d'ADN suggèrent l'alignement des trois clades (sous-ordres) des Boletineae, Suillineae et Sclerodermatineae.
Le phylogramme principal des bolétales a été publié en 2006 :
- Agaricomycetidae
  - Atheliales
  - Clade des Athéloïdes
  - Boletales ou Clade des Bolets
    - Clade des Tapellinae
      - Tapinellaceae

    - Clade des Coniophorineae
      - Serpulaceae
        - 
          - Serpula
            - Serpula lacrymans (Mérule pleureuse)

        - Coniophoraceae
          - Coniophora

        - Hygrophoropsidaceae
          - 
            - Hygrophoropsis

          - Gomphidiaceae
            - Gomphidius

          - Paxillaceae Clade des Paxillineae
            - 
              - Alpova sp.
              - Melanogaster sp.
              - Paxillus
                - Paxillus involutus ((Paxile enroulé)

              - Gyrodon sp.
              - Hydnomerulius sp.

            - Sclerodermataceae Clade des Sclerodermatineae
              - Phlebopus sp.
                - Calostoma
                - Gyrosporus
                - Scleroderma sp.

            - Suillaceae Clade des Suillineae
              - Rhizopogon sp.
                - Suillus grevelii sp. (Bolets)
                  - Suillus sp.
                  - Boletinus sp.

                - Suillus americanus
                - Suillus sp.
                  - Suillus pictus

            - Boletaceae Clade des Boletineae
              - Boletellus
                - Aureoboletus

              - Strobilomyces
              - Boletinellaceae
              - Tylopilus sp.
              - Tylopilus alboater
                - Xerocomus rubellus
                  - Xanthoconium separans

              - Boletus (Cèpes)
                - Boletus fechtneri
                  - Groupe des Edulis sensu lato
                    - Boletus venturii
                      - Groupe des Edulis sensu stricto (Cèpe de Bordeaux)
                        - Boletus edulis

              - Xerocomus sp. (partim)
              - Retiboletus sp.
              - Austroboletus sp.
              - Octavianina
              - Chamonixia (MRCA)
                - Boletus rubropunctus
                  - Leccinum albellum

              -  Leccinum scabrum (Bolet rude)
              - Leccinum aurantiacum
                - Leccinum sp.

  - Clade des Agaricales (ou Clade des Euagarics)

### Liste des sous-ordres et familles
Six grandes lignées de Boletales sont actuellement reconnues au niveau subordinal : les Boletineae, les Paxillineae, les Sclerodermatineae, les Suillineae, les Tapinellineae, et les Coniophorineae. Cette épine dorsale de l'ordre des Boletales est quasi démontrée par les analyses de l'ensemble de ces familles.
Ordre des Boletales  :
- Amylocorticiaceae ne sont plus dans l’ordre des Boletales et sont maintenant dans l’ordre des Amylocorticiales, dans la sous-classe des Agaricomycetidae[39].
- Boletaceae
- Boletinellaceae
- Calostomataceae
- Coniophoraceae
- Diplocystidiaceae
- Gasterellaceae
- Gastrosporiaceae
- Gomphidiaceae
- Gyroporaceae
- Hygrophoropsidaceae
- Paxillaceae
- Protogastraceae
- Rhizopogonaceae
- Sclerodermataceae
- Sclerogastraceae
- Serpulaceae
- Suillaceae
- Tapinellaceae

Incertae sedis :
Il existe aussi quelques genres dont le placement taxinomique précis n'est pas toujours déterminé :
- Coniophoropsis Hjortstam & Ryvarden 1986
- Corditubera Henn. 1897
- Corneromyces Ginns 1976
- Jaapia Bres. 1911 ne sont plus dans les Boletales et sont maintenant un ordre les Jaapiales, dans la sous-classe des Agaricomycetidae[40]
- Marthanella States & Fogel 1999
- Phaeoradulum Pat. 1900

Selon le Catalogue of Life (26 mai 2013) :
- famille des Amylocorticiaceae
- famille des Boletaceae
- famille des Boletinellaceae
- famille des Calostomataceae
- famille des Coniophoraceae
- famille des Diplocystidiaceae
- famille des Gasterellaceae
- famille des Gastrosporiaceae
- famille des Gomphidiaceae
- famille des Gyroporaceae
- famille des Hygrophoropsidaceae
- famille des Paxillaceae
- famille des Protogastraceae
- famille des Rhizopogonaceae
- famille des Sclerodermataceae
- famille des Sclerogastraceae
- famille des Serpulaceae
- famille des Suillaceae
- famille des Tapinellaceae
- incertae sedis

Selon l'ITIS (26 mai 2013) :
- famille des Boletaceae
- famille des Coniophoraceae
- famille des Gomphidiaceae
- famille des Hygrophoropsidaceae
- famille des Paxillaceae
- famille des Rhizopogonaceae

Selon le NCBI (26 mai 2013) :
- sous-ordre des Boletineae
  - famille des Boletaceae
  - famille des Diplocystaceae
  - famille des Leucogastraceae
- sous-ordre des Coniophorineae
  - famille des Coniophoraceae
  - famille des Hygrophoropsidaceae
  - famille des Serpulaceae
- famille des Gastrosporiaceae
- famille des Melanogastraceae
- sous-ordre des Paxilineae
  - famille des Gyrodontaceae
  - famille des Paxillaceae
  - non-classé Paxillineae incertae sedis
- sous-ordre des Sclerodermatineae
  - famille des Astraeaceae
  - famille des Boletinellaceae
  - famille des Calostomataceae
  - famille des Gyroporaceae
  - famille des Pisolithaceae
  - famille des Sclerodermataceae
- famille des Stephanosporaceae
- sous-ordre des Suillineae
  - famille des Gomphidiaceae
  - famille des Rhizopogonaceae
  - famille des Suillaceae
  - famille des Truncocolumellaceae
- sous-ordre des Tapinellineae
  - famille des Tapinellaceae
- non-classé Boletales incertae sedis

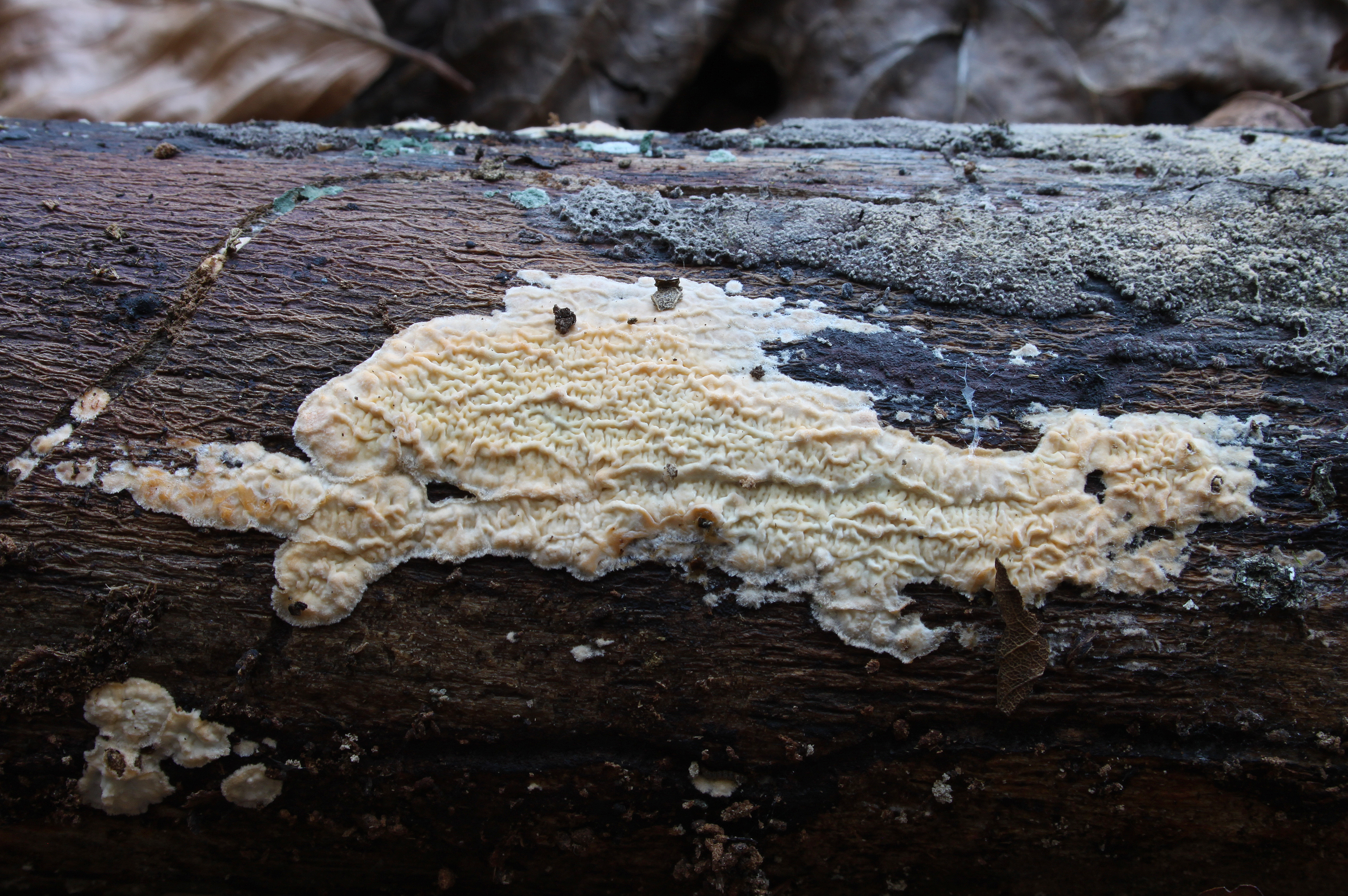
Ceraceomyces serpens (Amylocorticiaceae).
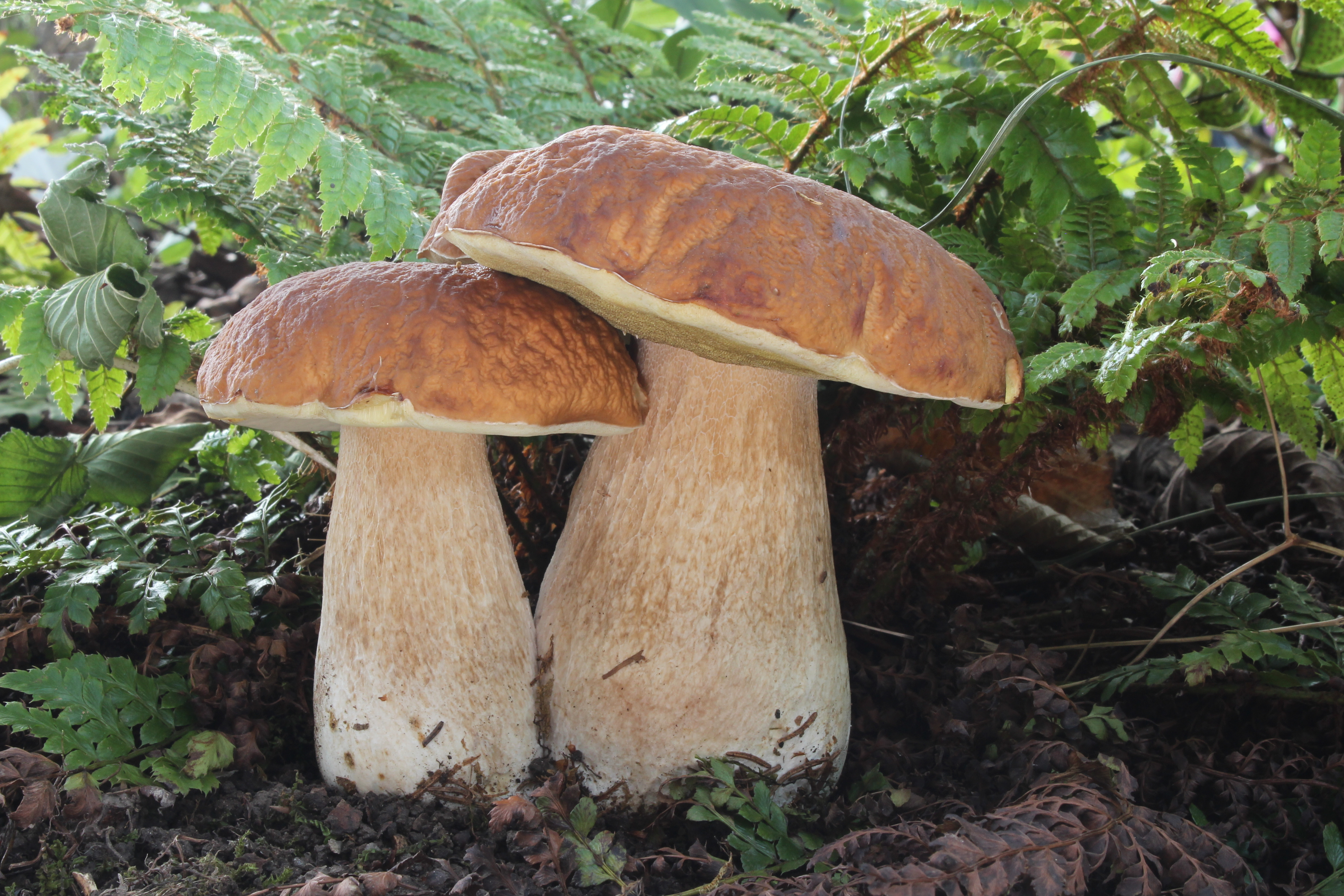
Boletus edulis (Boletaceae).
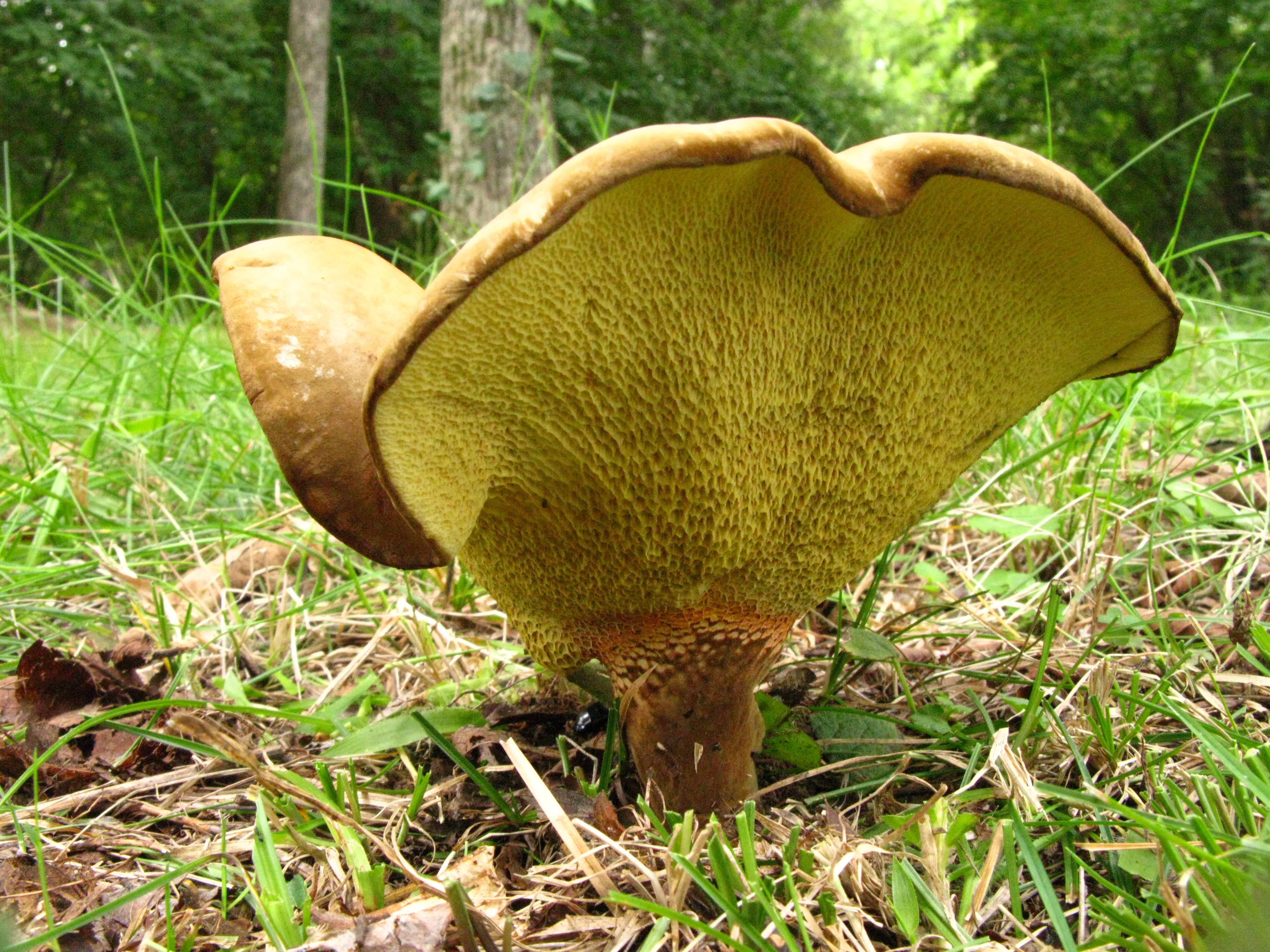
Boletinellus merulioides (Boletinellaceae).
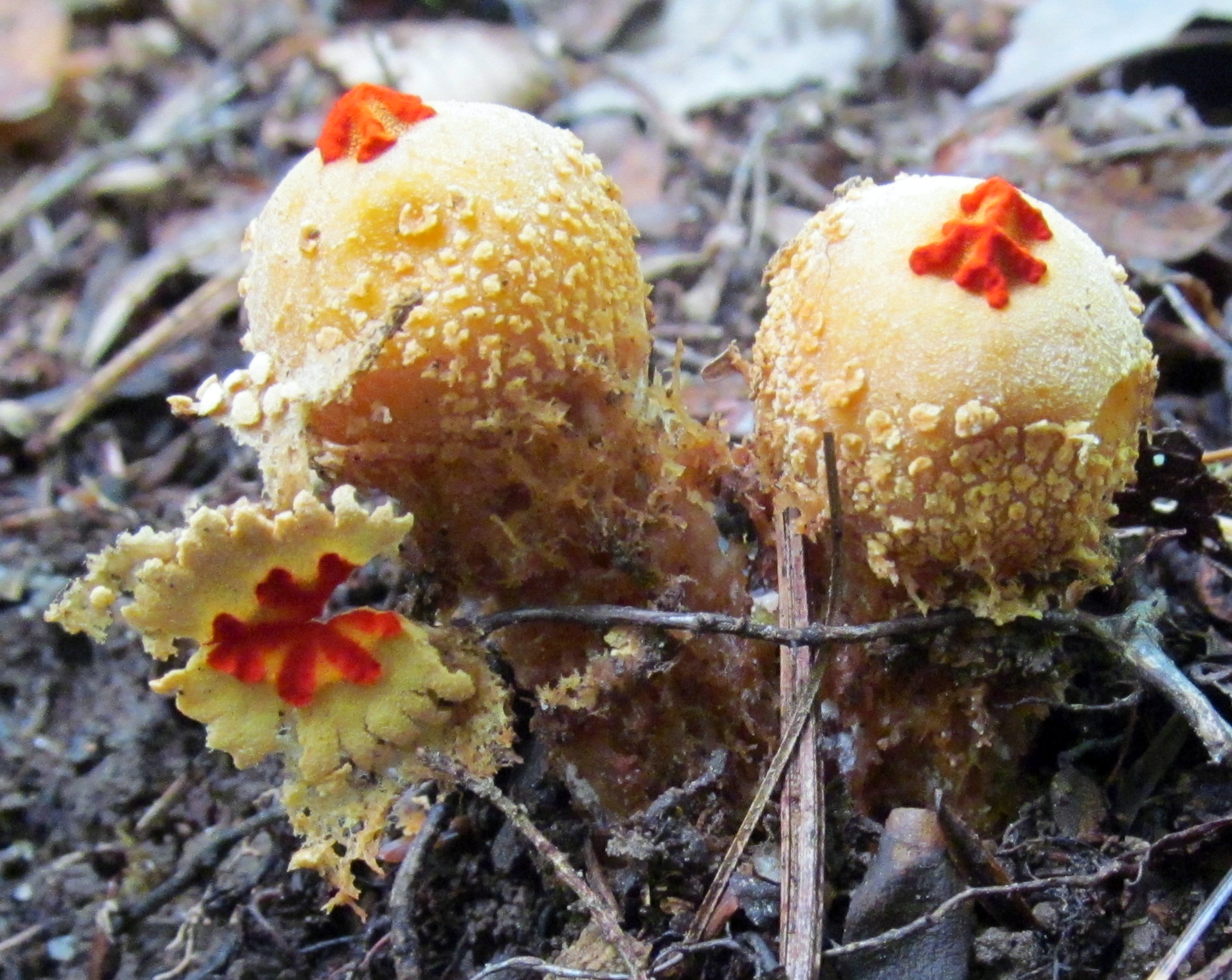
Calostoma ravenelii (Calostomataceae).
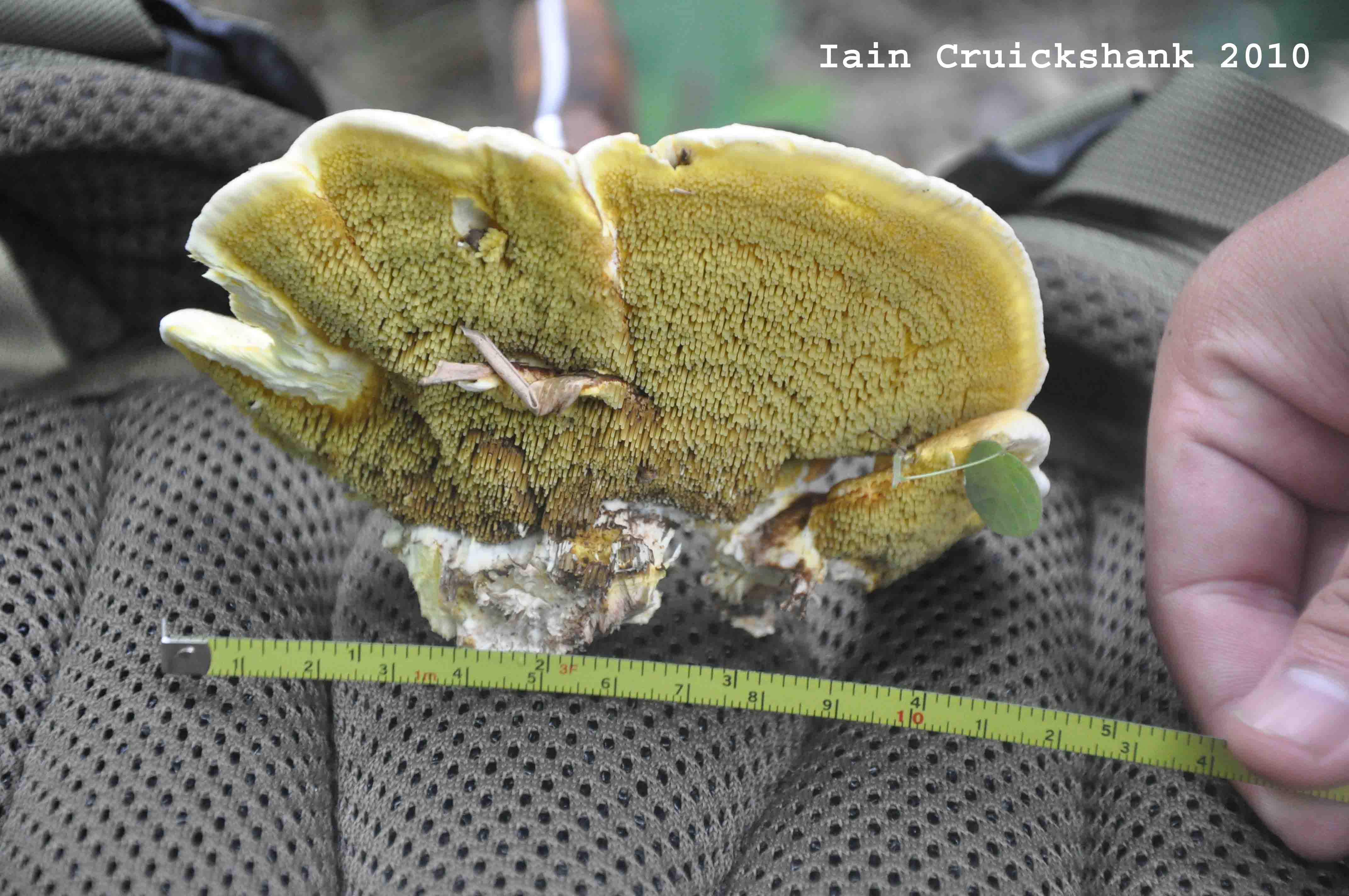
Gyrodontium sacchari (Coniophoraceae).
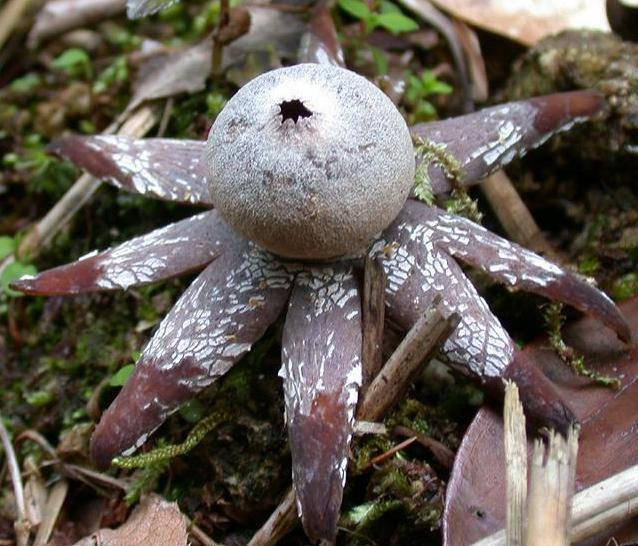
Astraeus hygrometricus (Diplocystidiaceae).
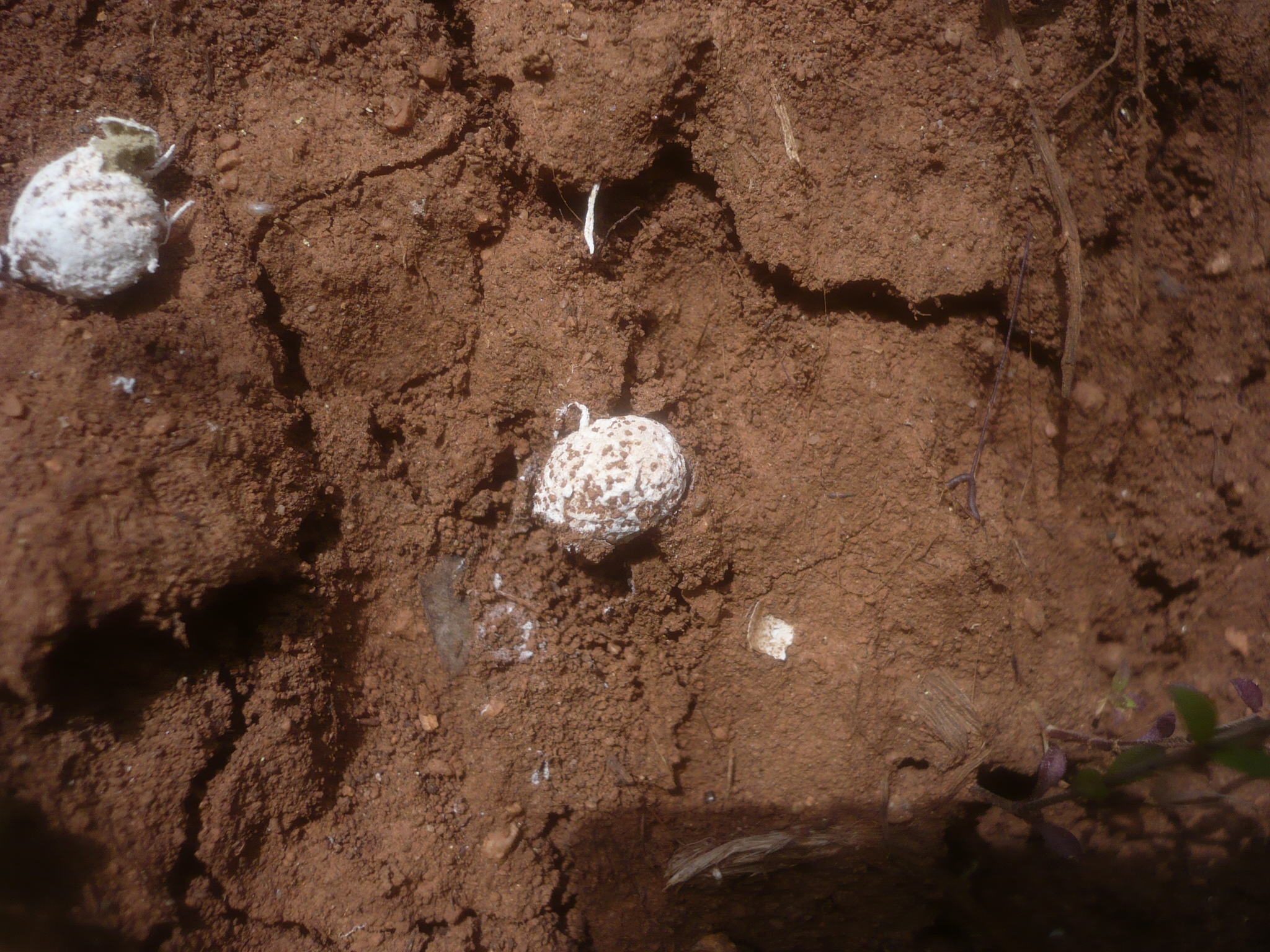
Gastrosporium simplex (Gastrosporiaceae).
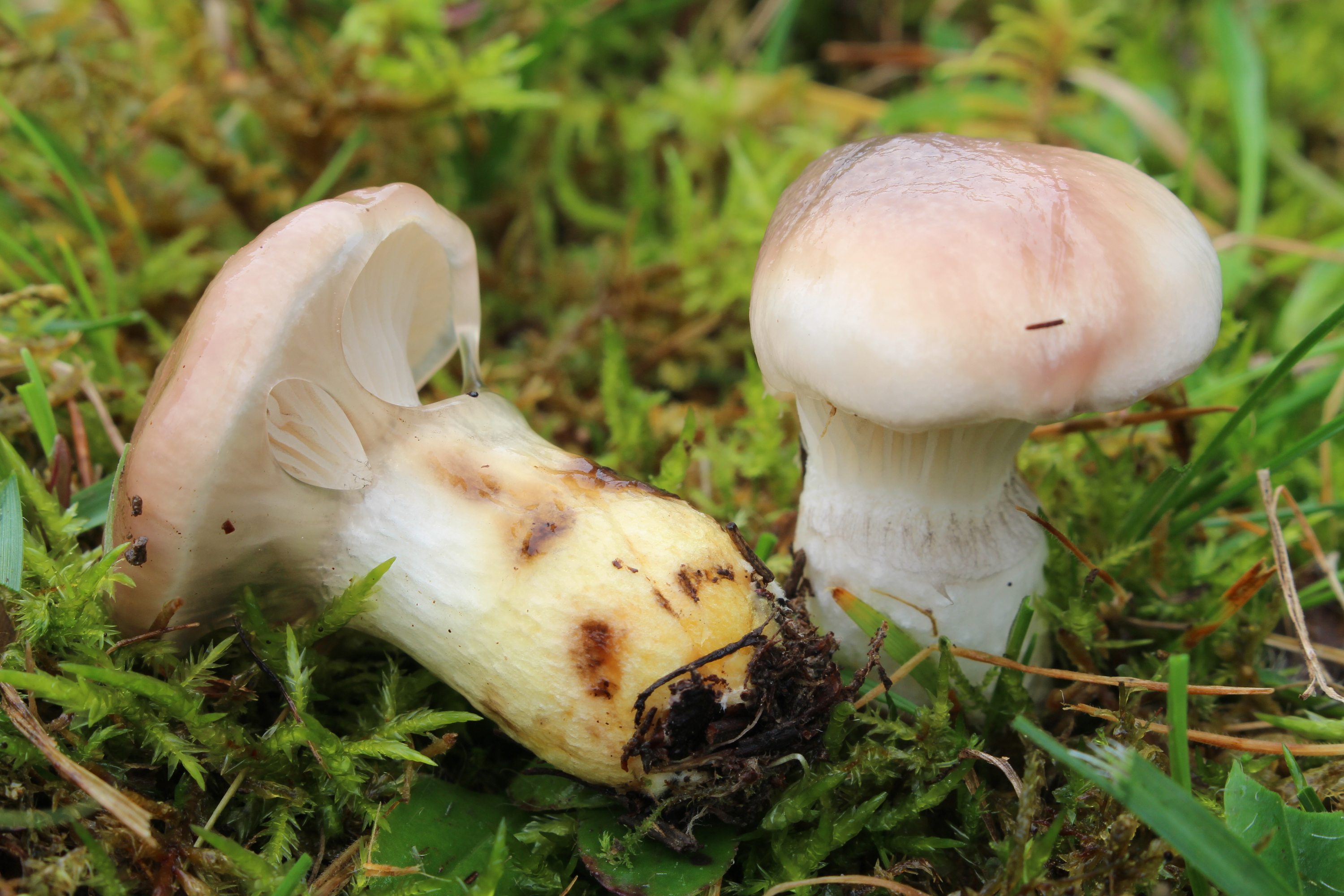
Gomphidius glutinosus (Gomphidiaceae).
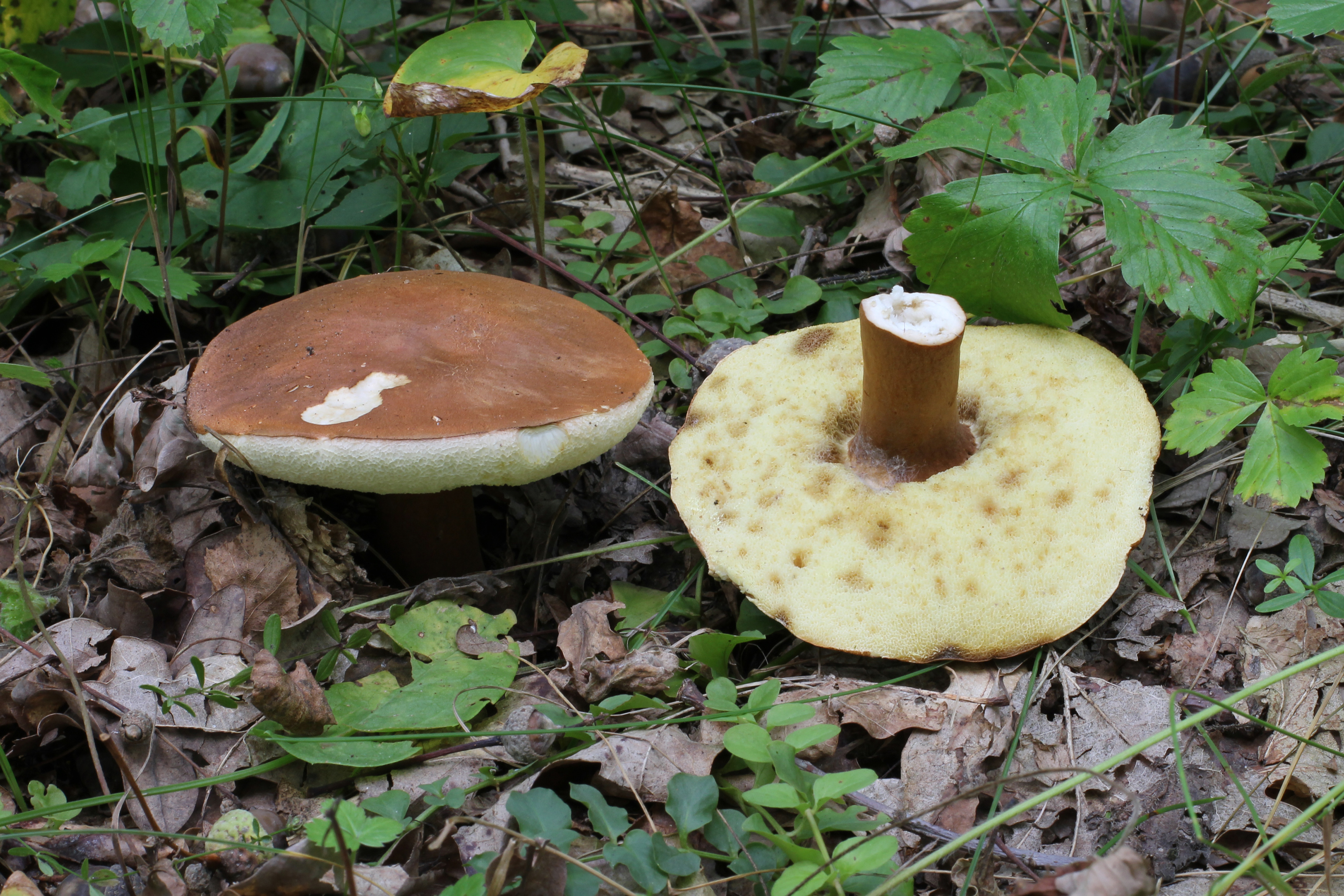
Gyroporus castaneus (Gyroporaceae).
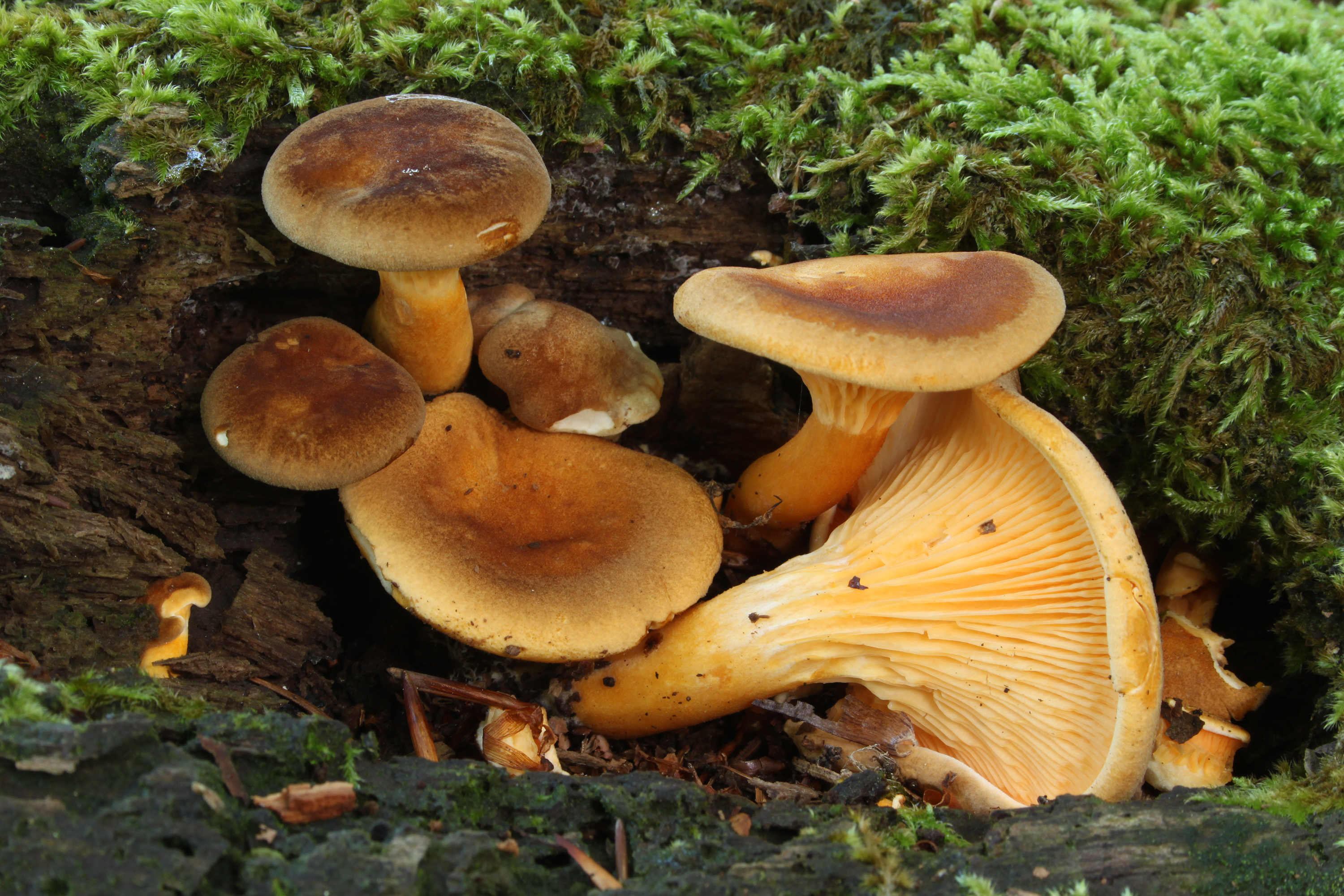
Hygrophoropsis rufa (Hygrophoropsidaceae).
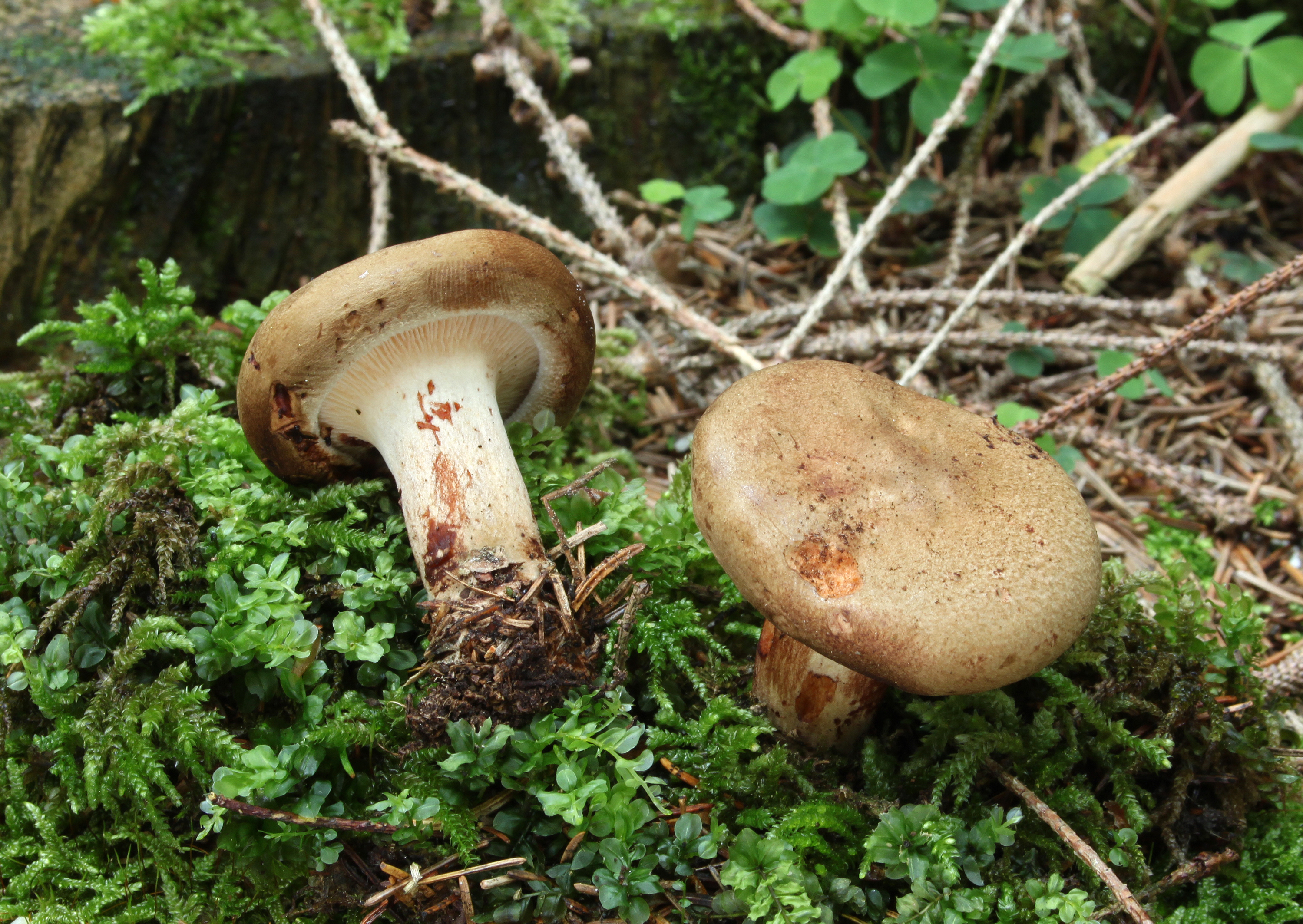
Paxillus involutus (Paxillaceae).
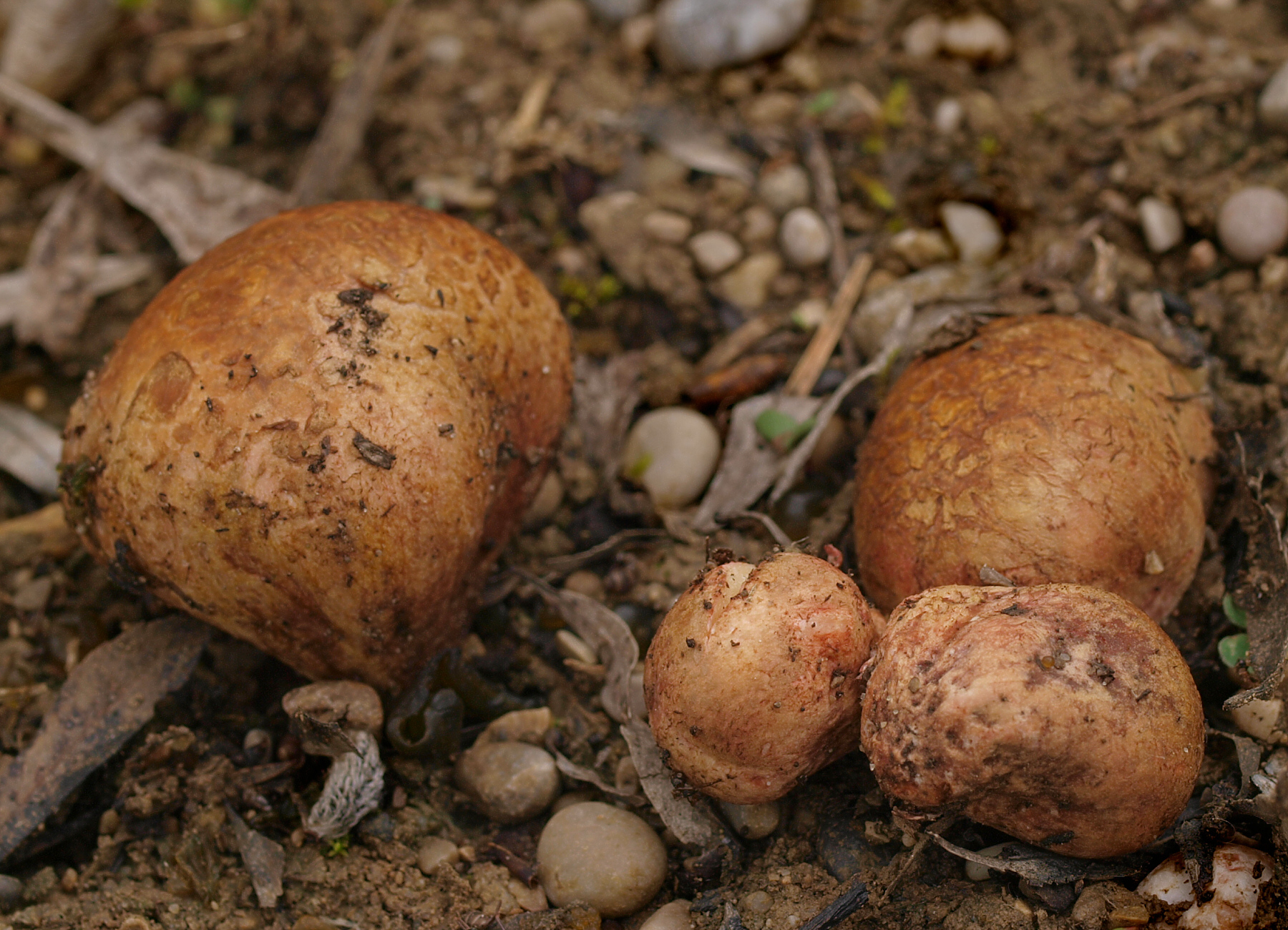
Rhizopogon roseolus (Rhizopogonaceae).
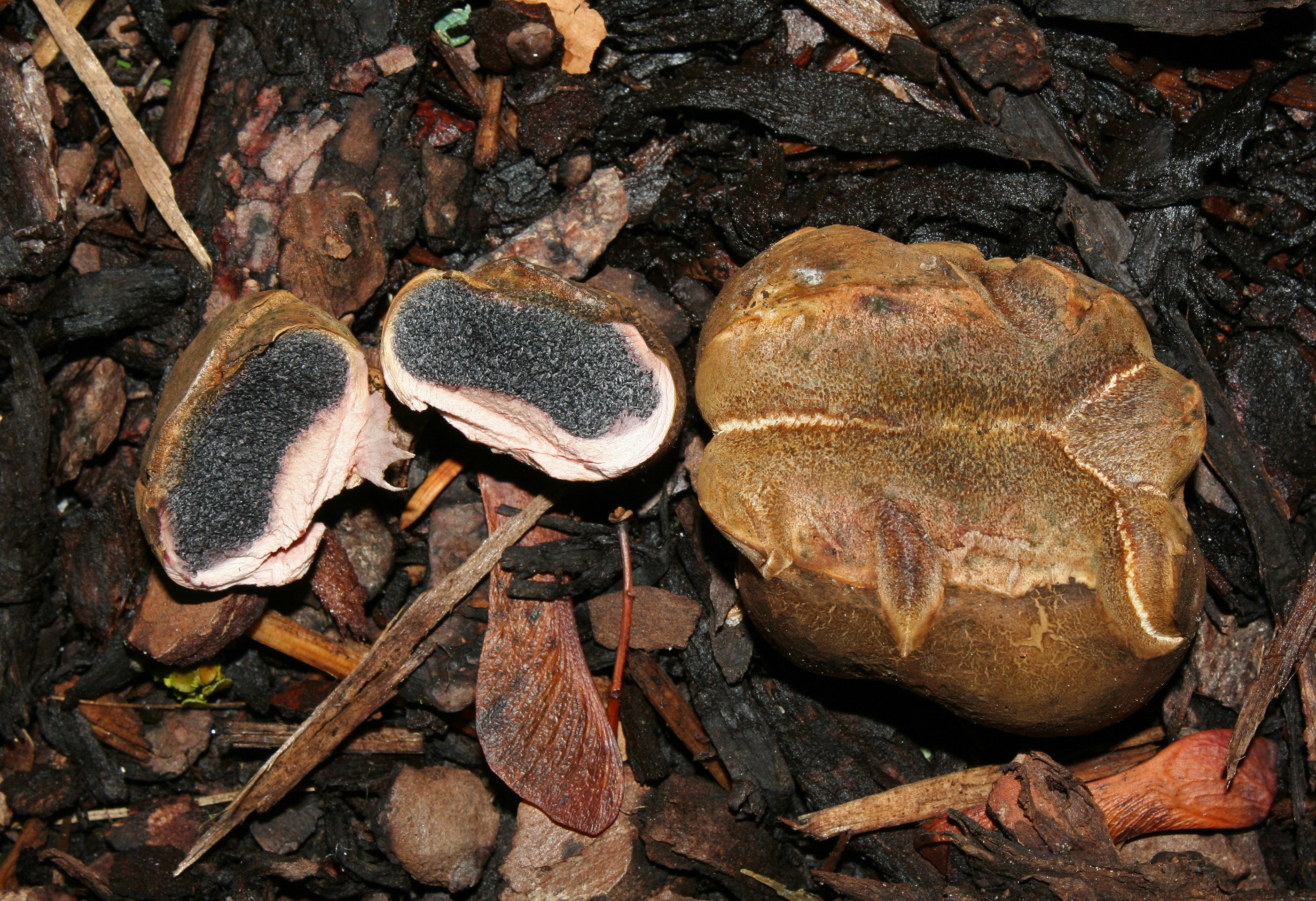
Scleroderma verrucosum (Sclerodermataceae).
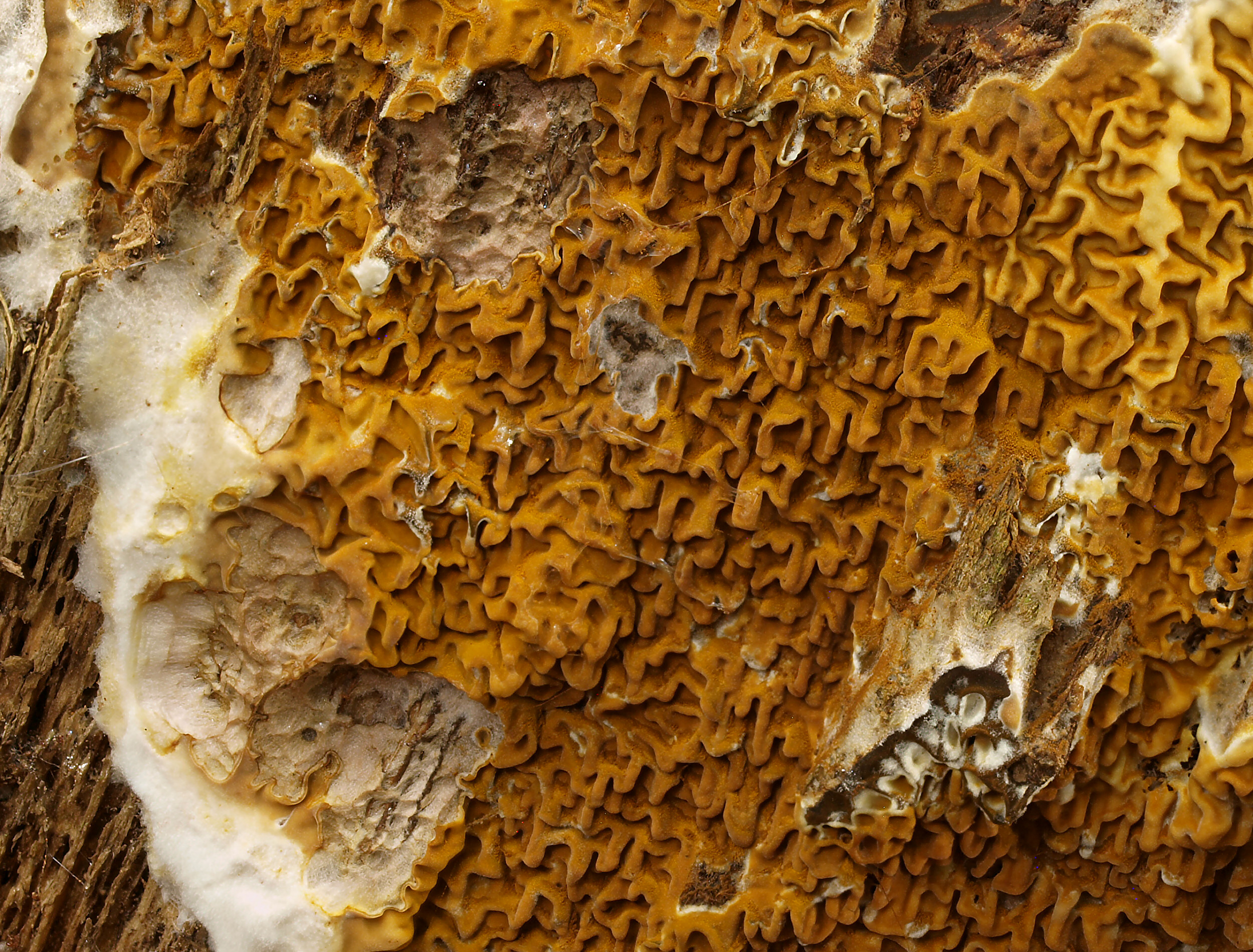
Serpula himantioides (Serpulaceae).
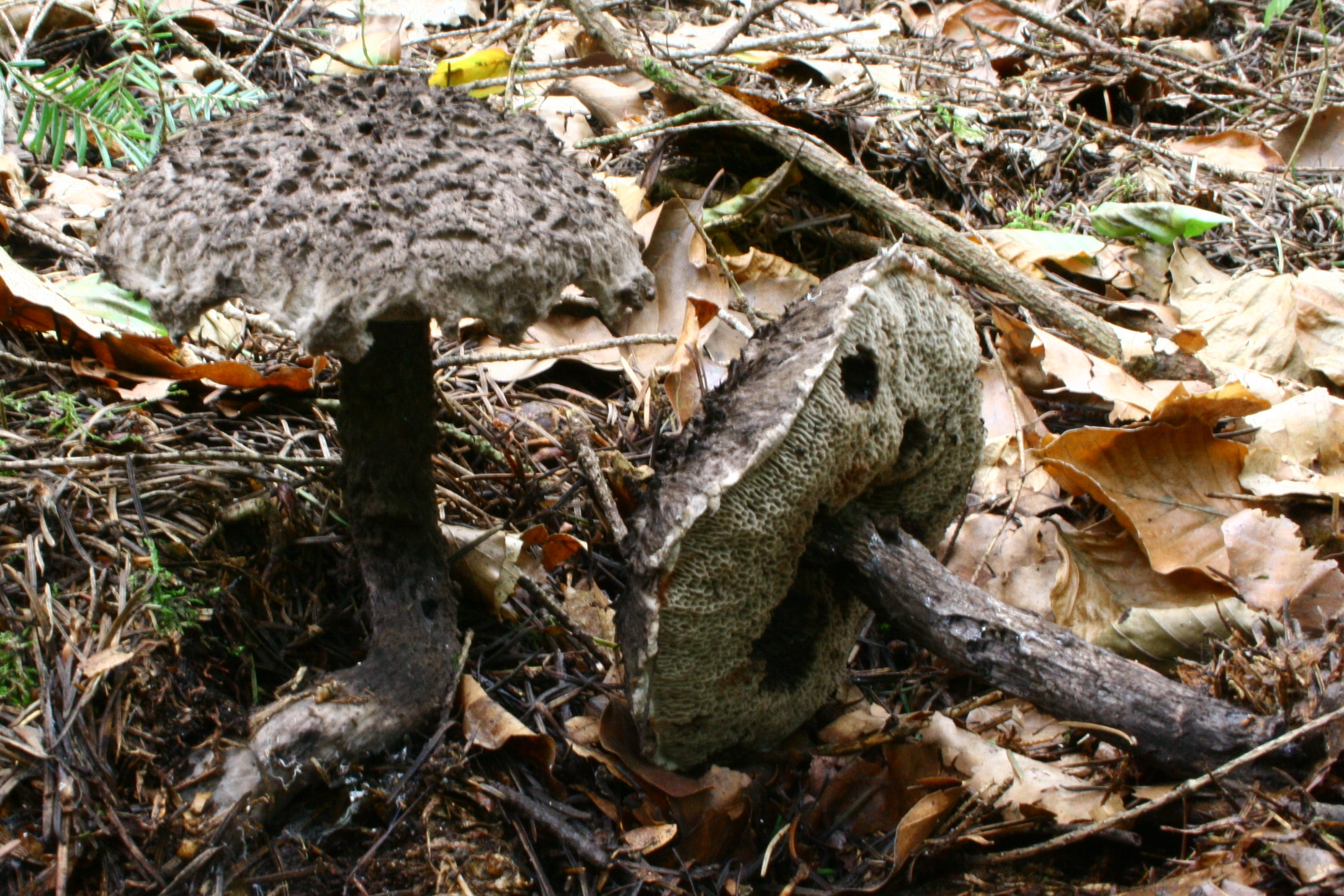
Strobilomyces strobilaceus (Strobilomycetaceae).
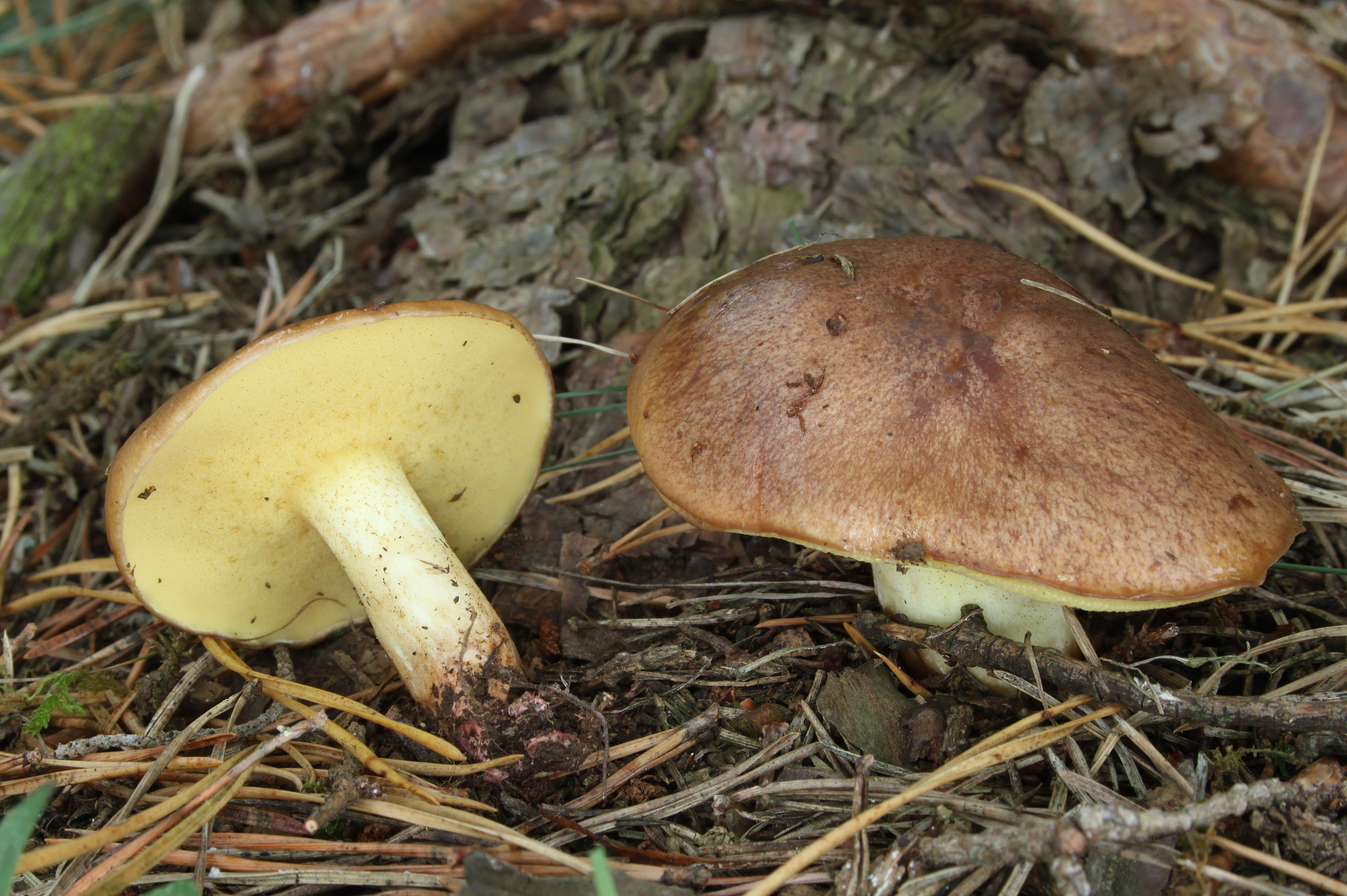
Suillus granulatus (Suillaceae).
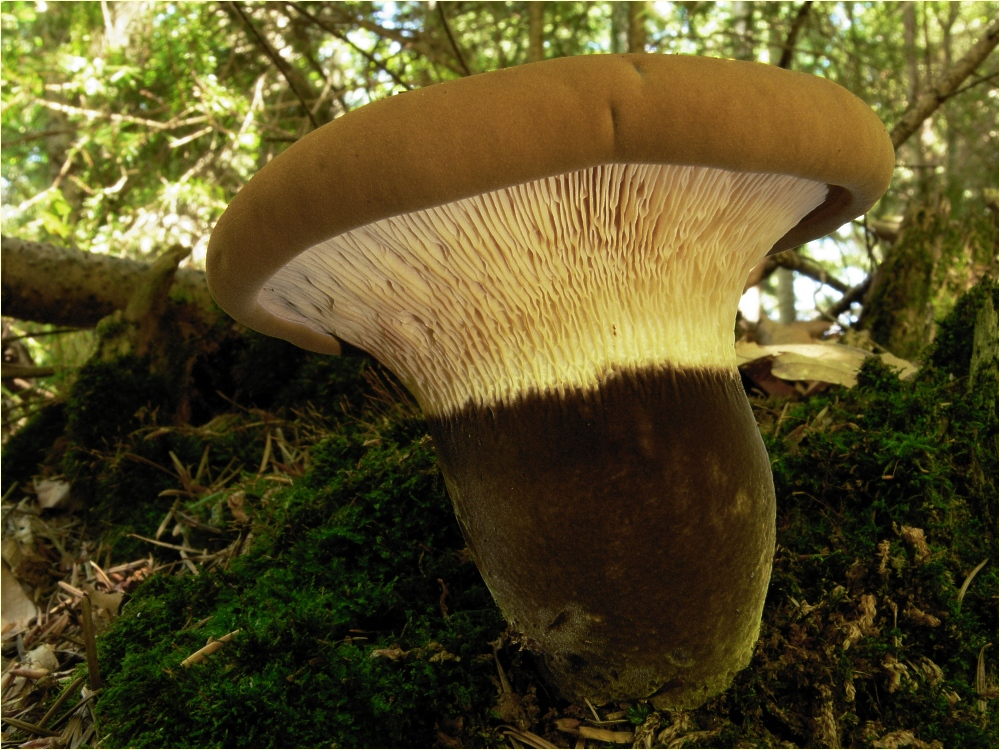
Tapinella atrotomentosa (Tapinellaceae).